# Richard E. Miller
Richard E. Miller (22 de març de 1875 - 23 de gener de 1943) fou un pintor impressionisme dels Estats Units i membre de la colònia Giverny d'impressionistes americans.
Miller cresqué a St. Louis, estudià a París i llavors s'establí a Giverny, on vivia Claude Monet, entre 1906 i 1910, on coincidí amb Frederick Carl Frieseke, Lawton S. Parker, Guy Rose, Edmund Greacen i Karl Anderson. Quan retornà a Amèrica, s'establí breument a Pasadena (Califòrnia) i el 1917 a la colònia artística de Provincetown (Massachusetts), on romangué la resta de la seva vida. Miller fou membre de la National Academy of Design de Nova York i un reconegut i premiat pintor de la seva era, honorat tant a França com a Itàlia, i guanyador del guardó Legió d'Honor francès.
Miller, un pintor figuratiu amb escassos exemples de paisatges en la seva obra, fou conegut per les seves pintures de dones posant lànguidament en escenaris en jardins o en habitacions que s'obren al jardí, mirant-se al mirall o amb un collaret a les mans, fent alguna mena d’activitat per evitar que estiguessin completament inactives. Les pinzellades destacades i una paleta vibrant són una característica clau de les obres de maduresa de Miller. Miller també va estar fortament influenciat per l'estètica japonesa, popular a França a finals del 1800 i principis del 1900, i el seu estudi estava ple de quimonos, para-sols, ventalls i ceràmica amb motius asiàtics. D'aquesta època, Afternoon Tea fou adquirida per l'Indianapolis Museum of Art per 1.047.500 dòlars en una subhasta el 1997. Al final de la seva carrera, la seva obra va usar una paleta més fosca de color i temàtica, i aquestes pintures no tenen la mateixa demanda que les representacions més assolellades de dones ocioses.
L'historiador de l'art William Gerdts, que ha escrit àmpliament sobre el moviment impressionista americà, va comparar Miller amb el seu amic, Frederick Frieseke: "Miller gairebé sempre va destacar el dibuix i l'estructura més que el seu company. Els models que va triar eren força diferents dels de Frieseke, més punyent i encantador, menys en el mode Renoir."

## Obres destacades
- La Toilette
- Les Vieilles demoiselles (1904)
- Afternoon Tea (1910)